# Janus Drachmann
Janus Mats Drachmann (født 11. maj 1988) er en dansk fodboldspiller og midtbanespiller for AC Horsens.

## Karriere
Drachmann kom til AC Horsens som 18-årig i sommeren 2006, for at færdiggøre sin uddannelse, og samtidig udvikle sig på klubbens reservehold. I starten af 2007-08 sæsonen blev Drachmann dog kastet ind på førsteholdet i Superligaen, på grund af problemer med skader hos Allan Søgaard, der normalt dækkede pladsen som klubbens defensive midtbanespiller
Fra 13. maj 2007 til 5. december 2011 har Janus Drachmann spillet 59 superligakampe og scoret ét mål for AC Horsens.

### FC Midtjylland
Det blev først meddelt, at Janus Drachmann skiftede til FC Midtjylland i sommeren 2017, men det blev den 29. januar offentliggjort, at Janus Drachmann skiftede til FC Midtjylland med det samme.
Debuten for Drachmann kom den 7. marts 2017 i en kamp mod 2. divisionsholdet Kjellerup IF i DBU Pokalen, som FC Midtjylland vandt med 0-3 på mål af Bruninho (13. minut), Mikkel Duelund (17. minut) og Simon Kroon (34. minut). Han fik sin debut i Danmarks bedste fodboldrække den 19. marts 2017, da han startede inde og spillede hele kampen mod FC Nordsjælland, som FC Midtjylland tabte 1-2. Han spillede i alt ni kampe i sin første halvsæson i FC Midtjylland, hvoraf alle var fra start. Han spillede dog ikke kampene mod SønderjyskE og FC Nordsjælland færdige, eftersom han henholdsvis blev skiftet ud i det 75. minut i stedet for Gustav Wikheim (5-2-nederlag ude) samt blev udvist i det 73. minut for dobbelt gult kort (2-3-sejr ude) af dommer Mads-Kristoffer Kristoffersen.

### Odense Boldklub
Den 18. juli 2018 blev det offentliggjort, at Drachmann var blevet købt af Odense Boldklub. Han skrev under på en fireårig aftale, hvor han også blev genforenet cheftræner Jakob Michelsen, som han havde som træner i SønderjyskE.
Han fik allerede sin debut fire dage senere, da han startede inde og spillede alle 90 minutter i en 2-2-hjemmekamp mod SønderjyskE.

## Landsholdskarriere
Drachmann har optrådt to gange for både U/21- og U/20-landsholdet.